# Donnellson (Illinois)
Donnellson – wioska w USA, w stanie Illinois, w hrabstwie Bond. Według spisu z 2000 wioskę zamieszkiwały 243 osoby. W 2023 liczba mieszkańców spadła do 149 osób, a gęstość zaludnienia poniżej 249 osób/km².

## Geografia
Wioska zajmuje powierzchnię 0,6 km²,.

## Demografia
Według spisu z 2000 roku wioskę zamieszkuje 243 osób skupionych w 93 gospodarstwach domowych, tworzących 63 rodzin. Gęstość zaludnienia wynosi 390,9 osoby/km². W wiosce znajdują się 100 budynki mieszkalne, a ich gęstość występowania wynosi 160,9 mieszkania/km². Wioskę zamieszkuje 97,94% ludności białej, 0,41% ludności stanowią Afroamerykanie, 0,41% stanowią rdzenni Amerykanie, 1,23% ludności wywodzącej się z dwóch lub więcej ras.
W wiosce są 93 gospodarstwa domowe, w których 36,6% stanowią dzieci poniżej 18 roku życia żyjących z rodzicami, 53,8% stanowią małżeństwa, 11,8% stanowią kobiety nie posiadające męża oraz 31,2% stanowią osoby samotne. 25,8% wszystkich gospodarstw domowych składa się z jednej osoby oraz 14% żyjących samotnie ma powyżej 65 roku życia. Średnia wielkość gospodarstwa domowego wynosi 2,61 osoby, natomiast rodziny 3,23 osoby.
Przedział wiekowy kształtuje się następująco: 30,9% stanowią osoby poniżej 18 roku życia, 10,3% stanowią osoby pomiędzy 18 a 24 rokiem życia, 26,7% stanowią osoby pomiędzy 25 a 44 rokiem życia, 18,5% stanowią osoby pomiędzy 45 a 64 rokiem życia oraz 13,6% stanowią osoby powyżej 65 roku życia.   Średni wiek wynosi 34 lat. Na każde 100 kobiet przypada 104,2 mężczyzn. Na każde 100 kobiet powyżej 18 roku życia przypada 97,6 mężczyzn.
Średni dochód dla gospodarstwa domowego wynosi 28 365 dolarów, a dla rodziny wynosi 27 917 dolarów. Dochody mężczyzn wynoszą średnio 36 875 dolarów, a kobiet 22 500 dolarów. Średni dochód na osobę w mieście wynosi 13 665 dolarów. Około 7,6% rodzin i 13,4% populacji miasta żyje poniżej minimum socjalnego, z czego 29,5% jest poniżej 18 roku życia i 5,4% powyżej 65 roku życia.